# Aurelio Domínguez
Aurelio Domínguez Correa (Chillán, 31 de mayo de 1896-Valparaíso, 12 de julio de 1971) fue un futbolista chileno que jugaba de Interior derecho.
Desarrollo la gran parte de su carrera en el Artillero de Costa de Talcahuano.

## Trayectoria
Se casó con Luisa Oyarzún y tuvo tres hijos: Luisa Lilian, Aurelio y Eulogia.
Se inició en el futbol en 1915 en el Baquedano de Talcahuano.
Posteriormente se integró a las filas del Artillero de Costa de Talcahuano, estuvo en el club desde su fundación y se desempeñó como el capitán del equipo. Logró ser una de las figuras más destacadas del club y ayudó al equipo a conseguir el título de la división de honor de Talcahuano.
También participó con la Selección de Talcahuano en los intercities ante las demás ciudades, llegó a ser el capitán de la selección chorera. Además, representó a la zona sur en 6 Interzonas, sus buenas actuaciones en estos partidos le permitieron llegar a la selección nacional.

## Selección nacional
Fue internacional con la selección chilena entre los años 1919 y 1926, participó en cinco ediciones del Campeonato Sudamericano. Disputó quince partidos oficiales en los que anotó un gol, además participó en dos partidos no oficiales en los que anotó un gol, su participación final fue de diecisiete partidos y dos goles.
Fue convocado desde Talcahuano para ser parte del equipo que viajaría al sudamericano en Brasil, fue titular en todos los encuentros que Chile disputó en el torneo. Volvió a ser considerado para ser parte del combinado patrio que sería anfitrión en el IV Campeonato Sudamericano, tuvo una destacada actuación ante Uruguay al anotar el empate parcial. 
Luego el entrenador Juan Carlos Bertone lo nominó para el sudamericano de Brasil, fue estelar en todos los partidos. Nuevamente fue seleccionado para el sudamericano en Montevideo, se desempeñó como titular en todos los partidos, además, fue el capitán de Chile.
Fue nominado por última vez para el Sudamericano de Chile pero, no vio acción en ningún partido.

### Participaciones en el Campeonato Sudamericano
| Torneo                       | Sede    | Resultado     | Partidos | Goles |
| ---------------------------- | ------- | ------------- | -------- | ----- |
| Campeonato Sudamericano 1919 | Brasil  | Cuarto lugar  | 3        | 0     |
| Campeonato Sudamericano 1920 | Chile   | Cuarto lugar  | 3        | 1     |
| Campeonato Sudamericano 1922 | Brasil  | Quinto lugar  | 4        | 0     |
| Campeonato Sudamericano 1924 | Uruguay | Cuarto lugar  | 3        | 0     |
| Campeonato Sudamericano 1926 | Chile   | Tercer puesto | 0        | 0     |
| Total                        | Total   | Total         | 13       | 1     |

### Partidos internacionales
| 1     | 11 de mayo de 1919       | Estádio das Laranjeiras, Río de Janeiro, Brasil    | Brasil     | 6-0 | Chile     |   | Campeonato Sudamericano 1919 |
| 2     | 17 de mayo de 1919       | Estádio das Laranjeiras, Río de Janeiro, Brasil    | Uruguay    | 2-0 | Chile     |   | Campeonato Sudamericano 1919 |
| 3     | 22 de mayo de 1919       | Estádio das Laranjeiras, Río de Janeiro, Brasil    | Argentina  | 4-1 | Chile     |   | Campeonato Sudamericano 1919 |
| 4     | 11 de septiembre de 1920 | Valparaíso Sporting Club, Viña del Mar, Chile      | Chile      | 0-1 | Brasil    |   | Campeonato Sudamericano 1920 |
| 5     | 20 de septiembre de 1920 | Valparaíso Sporting Club, Viña del Mar, Chile      | Chile      | 1-1 | Argentina |   | Campeonato Sudamericano 1920 |
| 6     | 26 de septiembre de 1920 | Valparaíso Sporting Club, Viña del Mar, Chile      | Chile      | 1-2 | Uruguay   |   | Campeonato Sudamericano 1920 |
| 7     | 25 de septiembre de 1921 | Valparaíso Sporting Club, Viña del Mar, Chile      | Chile      | 1-4 | Argentina |   | Amistoso                     |
| 8     | 17 de septiembre de 1922 | Estádio das Laranjeiras, Río de Janeiro, Brasil    | Brasil     | 1-1 | Chile     |   | Campeonato Sudamericano 1922 |
| 9     | 23 de septiembre de 1922 | Estádio das Laranjeiras, Río de Janeiro, Brasil    | Uruguay    | 2-0 | Chile     |   | Campeonato Sudamericano 1922 |
| 10    | 28 de septiembre de 1922 | Estádio das Laranjeiras, Río de Janeiro, Brasil    | Argentina  | 4-0 | Chile     |   | Campeonato Sudamericano 1922 |
| 11    | 5 de octubre] de 1922    | Estádio das Laranjeiras, Río de Janeiro, Brasil    | Paraguay   | 3-0 | Chile     |   | Campeonato Sudamericano 1922 |
| 12    | 22 de octubre de 1922    | Estadio Sportivo Barracas, Buenos Aires, Argentina | Argentina  | 1-0 | Chile     |   | Amistoso                     |
| 13    | 19 de octubre de 1924    | Gran Parque Central, Montevideo, Uruguay           | Uruguay    | 5-0 | Chile     |   | Campeonato Sudamericano 1924 |
| 14    | 25 de octubre de 1924    | Gran Parque Central, Montevideo, Uruguay           | Argentina  | 2-0 | Chile     |   | Campeonato Sudamericano 1924 |
| 15    | 1 de noviembre de 1924   | Gran Parque Central, Montevideo, Uruguay           | Paraguay   | 3-1 | Chile     |   | Campeonato Sudamericano 1924 |
| Total |                          |                                                    | Presencias | 15  | Goles     | 1 |                              |

| 1     | 11 de octubre de 1922 | Estadio Villa Belmiro, Santos, Brasil | Combinado de Santos-São Paulo | 1-3 | Chile |   | Amistoso                  |
| 2     | 15 de octubre de 1922 | Estadio Pocitos, Montevideo, Uruguay  | Peñarol                       | 3-0 | Chile |   | Copa Ernesto Barros Jarpa |
| Total |                       |                                       | Presencias                    | 2   | Goles | 1 |                           |

## Clubes
| Club               | País  | Año         |
| ------------------ | ----- | ----------- |
| Artillero de Costa | Chile | 1916 - 1928 |
| Everton            | Chile | 1929 - 1930 |

## Palmarés

### Torneos locales
| Título                         | Club               | País  | Año  |
| ------------------------------ | ------------------ | ----- | ---- |
| División de Honor (Talcahuano) | Artillero de Costa | Chile | 1922 |